# Kreuzigungsfenster (Koisdorf)

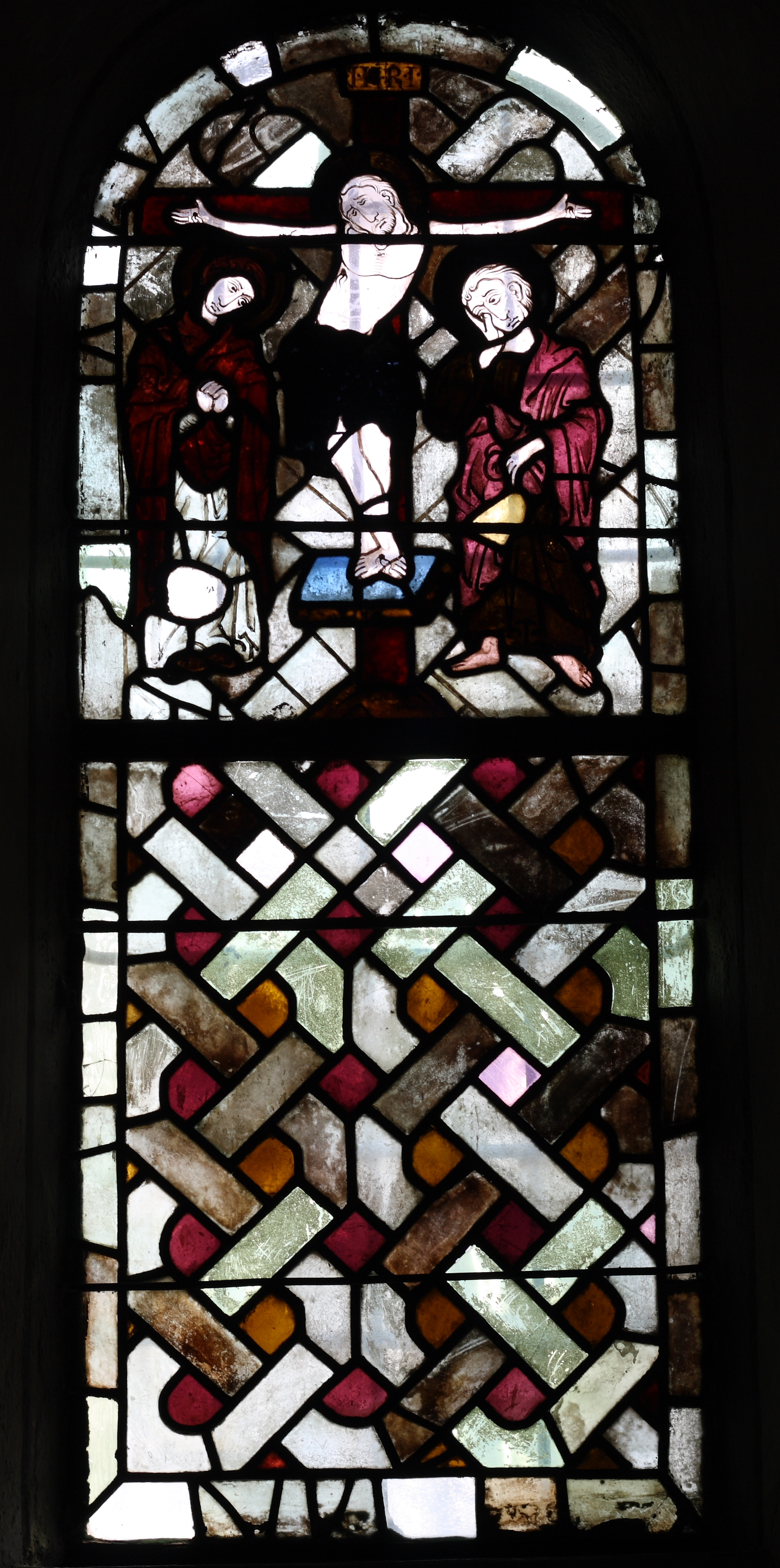
Kreuzigungsfenster in der Kapelle St. Wendelin in Koisdorf

Das Kreuzigungsfenster in der Kapelle St. Wendelin in Koisdorf, einem Stadtteil von Sinzig im rheinland-pfälzischen Landkreis Ahrweiler, ist ein Bleiglasfenster aus dem ausgehenden 13. Jahrhundert.

## Beschreibung
Das Kreuzigungsfenster in der mittleren Fensteröffnung des Chors hat eine Größe von 142 mal 58 cm. Es ist zweiteilig und besteht im unteren Teil aus weißem Stabwerk mit kleinen gelben und rotvioletten Quadern im Hintergrund, die die Freiräume der verschlungenen Bänder ausfüllen. Im oberen Rundbogenfeld befindet sich die Kreuzigungsgruppe, die in eine weiße Verglasung eingefügt ist. Das Fenster, das in das Ende des 13. Jahrhunderts datiert wird, stammt aus einer unbekannten Werkstatt.

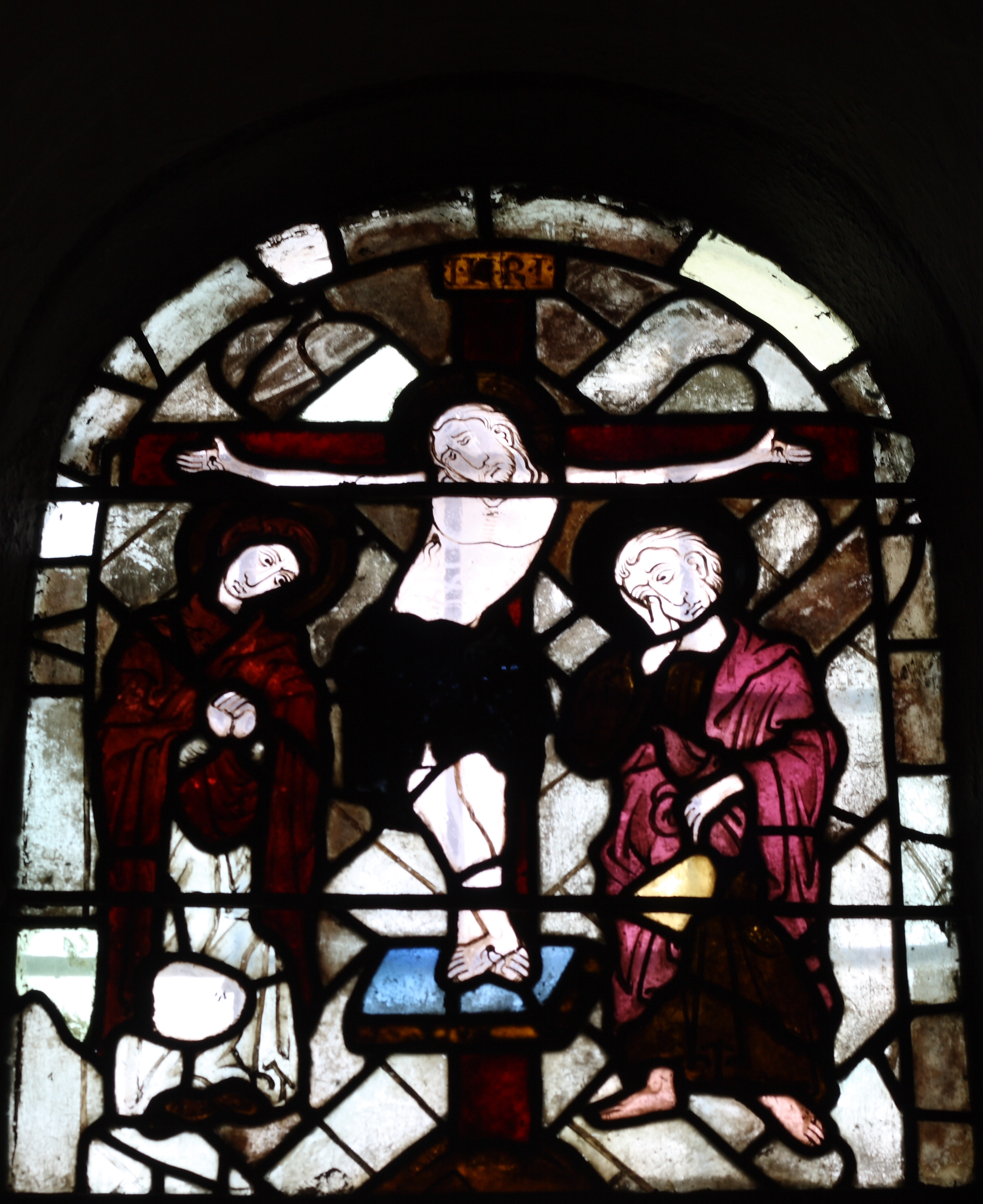
Oberer Teil des Fensters

„Der rote Kreuzstamm steht auf einem gelben Hügel, der in der Hüfte starkgeknickte Korpus trägt ein bauschiges blaues Lendentuch; das Obergewand der Maria ist rotbraun. Johannes trägt einen gelben Leibrock und einen rotvioletten Mantel. Die Nimben Christi und Mariens gelb, der des Johannes dunkelblau, das Fußbrett Christi stahlblau und gelb umrändert. Alle Fleischteile bis auf die Füße Christi sind - vermutlich nach alten, heute fehlenden Stücken - erneuert.“ Die traurigen Gesichtszüge von Maria und Johannes sind noch deutlich erkennbar. Beide sind sehr eng unterhalb des Querbalkens des Kreuzes eingefügt. Spätere Darstellungen, wie das Kreuzigungsfenster in Drove aus dem 16. Jahrhundert, schmücken die Szene sehr vielfältig aus, während das Koisdorfer Fenster das Leiden der Dargestellten spüren lässt.